# Josh Landers
Josh Landers (* 27. Februar 2007) ist ein schottischer Fußballspieler, der bei West Ham United unter Vertrag steht.

## Karriere

### Verein
Josh Landers wuchs in Peebles in den Scottish Borders auf. Im Alter von 10 Jahren wechselte er in die Jugendakademie von Hibernian Edinburgh. Wie sein U18-Teamkollege Rory Whittaker beeindruckte Landers den neuen „Hibs“-Trainer Nick Montgomery mit seinen Leistungen in der Jugendakademie und gab in der Saison 2023/24 sein Debüt in der ersten Mannschaft. Er kam zu seinem ersten Profieinsatz im November 2023 im Alter von 16 Jahren im Halbfinale des Ligapokals im Hampden Park gegen den FC Aberdeen, als er für Dylan Vente eingewechselt wurde. Eine Woche nach seinem Debüt in der ersten Mannschaft erhielt er einen neuen Dreijahresvertrag bis 2026 bei Hibernian. Im November 2023 kam Landers gegen den FC St. Mirren auch in der Scottish Premiership erstmals zum Einsatz.
Im Januar 2025 wechselte Landers zu West Ham United.

### Nationalmannschaft
Josh Landers spielte von September 2022 bis Februar 2023 siebenmal in der schottischen U16-Nationalmannschaft.